# كارولاينا الجنوبية
كارولاينا الجنوبية أو كَرُلَينة الجنوبية (بالإنجليزية: South Carolina)‏ هي ولاية في جنوب شرق الولايات المتحدة. وتحدها ولاية كارولاينا الشمالية شمالا، جورجيا إلى الجنوب والغرب عبر نهر سافانا، والمحيط الأطلسي إلى الشرق. ترتيب ولاية كارولاينا الجنوبية هو الأربعين من حيث المساحة، والثالث والعشرين من حيث عدد السكان، حيث بلغ عدد سكانها المسجل 5,124,712 وفقًا لتعداد عام 2020. وبلغ الناتج المحلي الإجمالي في عام 2013 نحو 183.6 مليار دولار، بمعدل نمو سنوي قدره 3.13٪. وفي عام 2019، بلغ ناتجها المحلي الإجمالي 213.45 مليار دولار. تضم ولاية كارولاينا الجنوبية 46 مقاطعة. مدينة كولومبيا هي العاصمة وأكبر مدنها حيث بلغ عدد سكانها 133273 نسمة في عام 2019 بينما أكبر مدنها هي تشارلستون ويبلغ عدد سكانها في عام 2020 بـ 150,277 نسمة. بلغ عدد سكان منطقة غرينفيل - أندرسون - مولدين الحضرية (والتي تعرف بمنطقة شمال كارولاينا الجنوبية) في عام 2018 بـ 906,626 نسمة.
سميت ولاية كارولاينا الجنوبية على تشارلز الأول ملك إنجلترا، حيث تأسست المستعمرة في عهده، واشتق اسمها من كارولوس (باللاتينية: Carolus) وهو الشكل اللاتيني لاسم «تشارلز». في عام 1712 تم تشكيل مقاطعة كارولاينا الجنوبية. أصبحت كارولاينا الجنوبية، إحدى المستعمرات الثلاثة عشر، مستعمرة ملكية في عام 1719. وأثناء الثورة الأمريكية، أصبحت كارولاينا الجنوبية جزءًا من الولايات المتحدة في عام 1776. أصبحت كارولاينا الجنوبية الولاية الثامنة التي تصدق على دستور الولايات المتحدة في 23 مايو 1788. وكانت أول ولاية تصوت لصالح الانفصال عن الاتحاد في 20 ديسمبر 1860. بعد الحرب الأهلية الأمريكية، أعيد إدخالها إلى الولايات المتحدة في 9 يوليو 1868. خلال أوائل القرن العشرين وحتى منتصفه، بدأت الولاية رؤية التقدم الاقتصادي حيث تم بناء العديد من مصانع النسيج والمنشأت في جميع أنحاء الولاية. ساعدت حركة الحقوق المدنية في منتصف القرن العشرين في إنهاء سياسة الفصل والتمييز القانوني داخل الولاية. استمر التنوع الاقتصادي في كارولاينا الجنوبية بالارتفاع خلال العقود التالية وبعد الحرب العالمية الثانية. في أوائل القرن الحادي والعشرين، كان اقتصاد كارولاينا الجنوبية قائمًا على صناعات مثل الفضاء، والأعمال التجارية الزراعية، وتصنيع السيارات، والسياحة.
داخل ولاية كارولينا الجنوبية من الشرق إلى الغرب توجد ثلاث مناطق جغرافية رئيسية، السهل الساحلي الأطلسي، بيدمونت وجبال السلسة الزرقاء في الركن الشمالي الغربي من ولاية كارولينا الجنوبية. تتمتع ولاية كارولينا الجنوبية بمناخ شبه استوائي رطب، مع صيف حار رطب وشتاء معتدل. تتمتع المناطق في شمال الولاية بمناخ شبه استوائي في المرتفعات. على طول السهل الساحلي الشرقي لولاية كارولينا الجنوبية توجد العديد من المستنقعات المالحة ومصبات الأنهار. تحتوي منطقة لوكونتري الجنوبية الشرقية في الولاية على أجزاء من جزر البحر، وهي سلسلة من الجزر الحاجزة على طول المحيط الأطلسي.

## تاريخ الولاية
اكتشفت الولاية عام 1526 بواسطة المكتشف الأسباني لوكاس فاسكيز دي أييلون وتعد الولاية واحدة من 13 مستعمرة كانت تحت الحكم الإنجليزي حتى قيام الثورة الأمريكية، ونشأة الدولة الأمريكية. انضمت الولاية للاتحاد الأمريكي سنة 1788 لتكون الولاية الثامنة بالانضمام.

### فترة ما قبل الاستعمار
هناك أدلة على وجود أنشطة بشرية في المنطقة يعود تاريخها إلى حوالي 50000 عام. في الوقت الذي وصل فيه الأوروبيون، إيذانا بنهاية حقبة ما قبل كولومبوس حوالي عام 1600، كان هناك العديد من القبائل الأمريكية الأصلية المنفصلة، وأكبرها قبائل الشيروكي وكاتاوبا، حيث بلغ إجمالي عدد السكان 20.000.
عاشت في أنهار السهل الساحلي الشرقي حوالي اثني عشر قبيلة من خلفية سيووية. على طول نهر سافانا كانت توجد جبال أبالاتشي ويوشي وياماسي. إلى الغرب كانت الشيروكي، وعلى طول نهر كاتاوبا، قبيلة كاتاوبا. كانت هذه القبائل من سكان القرى، وتعتمد على الزراعة كمصدر غذائي رئيسي. عاش الشيروكي في بيوت مصنوعة من الخشب والطين، مسقوفة بالخشب أو عشب القش.
حوالي اثني عشر أو أكثر من القبائل الصغيرة المنفصلة التي تعيش على الساحل تحصد المحار والأسماك، وتزرع الذرة والبازلاء والفول. يسافرون إلى الداخل لمسافة تصل إلى 50 ميلاً (80 كم) في الغالب عن طريق الزورق، ويمضون الشتاء في السهل الساحلي، ويصطادون الغزلان ويجمعون المكسرات والفاكهة. نجت أسماء هذه القبائل في أسماء أماكن مثل جزيرة إديستو وجزيرة كياوا ونهر أشيبو.

### الاستكشاف
كان الأسبان أول الأوروبيين وصولاً إلى المنطقة. من 24 يونيو إلى 14 يوليو 1521، استكشفوا الأراضي المحيطة بخليج وينية. في 8 أكتوبر 1526، أسسوا المستعمرة الإسبانية سان ميغيل دي غوالدابي، بالقرب من جورجتاون الحالية. وكانت أول تسوية أوروبية في ما هو الآن الولايات الأمريكية المتجاورة. أُنشِئت مع خمسمائة مستوطن، تم التخلي عنها بعد ثمانية أشهر من قبل مائة وخمسين من الناجين. في عام 1540، استكشف هيرناندو دي سوتو المنطقة والمدينة الرئيسية في كوفيتاشيكي، حيث أسر ملكة ماسكوكي وشيروكي الذين رحبوا به.
في عام 1562 أنشأ الهوغونوت الفرنسيون مستوطنة في ما هو الآن الموقع الأثري شارلزفورت - سانتا إيلينا في جزيرة باريس. وقد فضل العديد من هؤلاء المستوطنين حياة طبيعية بعيدة عن الحضارة وفظائع حروب الدين. بيد أن الحامية كانت تفتقر إلى الإمدادات، وسرعان ما هرب الجنود (كما حدث في أنتاركتيكا فرنسا). عاد الفرنسيون بعد عامين ولكن استقروا في فلوريدا الحالية بدلا من كارولينا الجنوبية.

## جغرافية ولاية كارولينا الجنوبية
تحد ولاية كارولينا الجنوبية من جهة الشمال ولاية كارولينا الشمالية ومن جهة الغرب والجنوب تحدها ولاية جورجيا ومن جهة الشرق يحدها المحيط الأطلسي.

## الثقافة

### الدين
الدين في كارولاينا الجنوبية
وفقًا لجمعية أرشيف بيانات الدين (ARDA)، في عام 2010، كانت المسيحية هي الديانة الأكبر في الولاية، وتعد أكبر طوائفها الاتفاقية المعمدانية الجنوبية بوجود 913,763 من أتباعها، والثانية الكنيسة الميثودية المتحدة بوجود 274,111 من أتباعها، والثالثة الكنيسة الرومانية الكاثوليكية بوجود 181،743من أتباعها، والرابعة هي الكنيسة الأسقفية الميثودية الأفريقية التي تضم 564 تجمعًا و 121,000 عضوًا، والخامسة هي الكنيسة المشيخية (الولايات المتحدة الأمريكية) التي تضم 320 تجمعًا وحوالي 100,000 عضواً.
اعتبارًا من عام 2010، تعد ولاية كارولينا الجنوبية الولاية الأمريكية الأعلى نسبة من المواطنين الذين يتبعون العقيدة البهائية للفرد، بوجود 17,559 من أتباعها، مما يجعل البهائية ثاني أكبر ديانة في الولاية.

## التعليم
اعتبارا من عام 2010، كارولينا الجنوبية هي واحدة من ثلاث ولايات التي لم توافق على استخدام معايير تنافسية دولية للرياضيات واللغة.
في عام 2014، حكمت المحكمة العليا في كارولينا الجنوبية بأن الولاية فشلت في توفير التعليم «الكافي إلى أدنى حد ممكن» للأطفال في جميع أنحاء الولاية على النحو الذي يقتضيه دستور الولاية.
يوجد في ولاية كارولينا الجنوبية 1,144 مدرسة من رياض الأطفال إلى الصف الثاني عشر في 85 منطقة تعليمية مع تسجيل 712,244 اعتبارًا من خريف عام 2009. اعتبارًا من العام الدراسي 2008-2009، أنفقت كارولينا الجنوبية 9,450 دولارًا أمريكيًا لكل طالب مما جعلها في المرتبة 31 في الدولة مقابل إنفاق كل طالب.
في عام 2015، كان متوسط درجة SAT الوطنية 1490 وكان متوسط كارولينا الجنوبية 1442، أي أقل بـ 48 نقطة من المتوسط الوطني.
في عام 2017 في اقتراح الميزانية، طلبت المشرف على التعليم مولي سبيرمان عقد إيجار حكومي لشراء 1000 حافلة لاستبدال أكثر المركبات البالية. يمكن شراء 175 حافلة إضافية على الفور من خلال برنامج التأجير الرئيسي لأمين الدولة. في 5 يناير 2017، منحت وكالة حماية البيئة الأمريكية كارولينا الجنوبية أكثر من 1.1 مليون دولار لاستبدال 57 حافلة مدرسية بنماذج جديدة أكثر نظافة من خلال برنامج قانون خفض انبعاثات الديزل.

## الرعاية الصحية
وفيما يتعلق بالرعاية الصحية العامة، تحتل ولاية كارولينا الجنوبية المرتبة 33 من بين الولايات الخمسين، وفقا لصندوق الكومنولث، وهي مؤسسة صحية خاصة تعمل على تحسين نظام الرعاية الصحية. كان معدل المواليد في سن المراهقة في الولاية 53 ولادة لكل 1000 مراهق، مقارنة بالمعدل الوطني البالغ 41.9 ولادة، وفقًا لمؤسسة عائلة كايزر. وبلغ معدل وفيات الرضع في الولاية 9,4 حالة وفاة لكل 1000 ولادة مقارنة بالمتوسط الوطني للوفيات 6,9.
ويبلغ عدد الأطباء 2,6 لكل 1000 شخص مقارنة بالمتوسط الوطني للأطباء 3,2. وكان هناك 5,114 دولارا تنفق على النفقات الصحية للفرد الواحد في الولاية، مقارنة بالمتوسط الوطني البالغ 5,283 دولارا. وكان هناك 26 في المائة من الأطفال و 13 في المائة من كبار السن الذين يعيشون في فقر في الولاية، مقابل 23 في المائة و 13 في المائة على التوالي، وهم يفعلون ذلك في الولايات المتحدة الأمريكية  و 34 في المائة من الأطفال يعانون من زيادة الوزن أو البدانة، مقارنة بالمتوسط الوطني البالغ 32 في المائة.

## أعلام
- نابليون هيل
- دونالد سام راسيل
- برستون بروكس
- زاب كولتر
- توماس هيوارد الابن
- جو جاكسون الحافي
- آرثر ميدلتون
- جورج ستني
- غايل روبين
- جيمس لونغستريت
- جوزيف بي. كيرشاو
- إيه جيه ستايلز
- توماس والتر
- جيمس بيرنز
- جوليا بيتركين

## اقرأ أيضا
- علم كارولاينا الجنوبية